# 切比雪夫連桿機構
切比雪夫連桿機構（Chebyshev linkage）是一種可將旋轉運動轉換為近似直線運動的连杆机构，屬於平面四杆机构，且其構形中有出現交叉四邊形。
切比雪夫連桿機構是由十九世紀的數學家巴夫努提·列沃維奇·切比雪夫所發明，他研究的主題是運動學的理論問題。其中一個問題是建構可以將旋轉運動轉換為近似直線運動的連桿。詹姆斯·瓦特在改進其蒸汽机時，也曾研究過此一主題。
直線運動的連桿會限制點P–杆L3的中點–在二個極限位置中間的直線上。（L1, L2, L3和L4如圖所示）。在這段行程範圍中，P的軌跡近似直線，只有少許的偏移。各桿的比例為
{\displaystyle L_{1}:L_{2}:L_{3}=2:2.5:1=4:5:2.\,}
點P是L3的中點。上述關係確保當連桿在直線行程的極限位置時，L3會是垂直的。
各桿長度的關係如下：
{\displaystyle L_{4}=L_{3}+{\sqrt {L_{2}^{2}-L_{1}^{2}}}.\,}
可以證明若各桿的比例如上，則下式成立
{\displaystyle L_{4}=L_{2}.\,}
且可以讓P有近似直線的軌跡。

## 運動方程
可以找出連桿隨輸入角變化的運動方程，隨著輸入角的變化，其速度及受力也隨之改變。輸入角可以是L2相對水平線的角度，或是L4相對水平線的角度。不論輸入角為何，都可以計算連桿L3中點的軌跡，假設L3靠右側的端點為A，靠左側的端點為B，而其中點為P，以L2不動的端點為原點，可得A的方程：
{\displaystyle x_{A}=L_{2}\cos(\varphi _{1})\,}
{\displaystyle y_{A}=L_{2}\sin(\varphi _{1})\,}
點B的運動可以用另一個角來計算
{\displaystyle x_{B}=L_{1}-L_{4}\cos(\varphi _{2})\,}
{\displaystyle y_{B}=L_{4}\sin(\varphi _{2})\,}
最終，可以得到輸出角和輸入角之間的關係：
{\displaystyle \varphi _{2}=\arcsin \left[{\frac {L_{2}\,\sin(\varphi _{1})}{\overline {AO_{2}}}}\right]-\arccos \left({\frac {L_{4}^{2}+{\overline {AO_{2}}}^{2}-L_{3}^{2}}{2\,L_{4}\,{\overline {AO_{2}}}}}\right)\,}
其中的{\displaystyle {\overline {AO_{2}}}}是A點和O2點之間的直線距離。
{\displaystyle {\overline {AO_{2}}}={\sqrt {L_{1}^{2}+L_{2}^{2}-2L_{1}L_{2}\cos(\varphi _{1})}}\,}
依照上式可以寫出P點的方程。
{\displaystyle x_{P}={\frac {x_{A}+x_{B}}{2}}\,}
{\displaystyle y_{P}={\frac {y_{A}+y_{B}}{2}}\,}

### 輸入角

極限位置的說明

在維持近似直線運動的情形下，輸入角的極限分別是：
{\displaystyle \varphi _{\text{min}}=\arccos \left({\frac {4}{5}}\right)\approx 36.8699^{\circ }.\,}
{\displaystyle \varphi _{\text{max}}=\arccos \left({\frac {-1}{5}}\right)\approx 101.537^{\circ }.\,}

## 相關條目

切比雪夫λ連桿機構（藍色和綠色）可以產生幾乎直線的軌跡

## 外部連結
- Cornell university, "How to draw a straight line, by A.B. Kempe, B.A." （页面存档备份，存于）
- A simulation （页面存档备份，存于） using the Molecular Workbench software
- A Geogebra simulation of the linkage
- Kinematic analysis and synthesis of four-bar mechanisms for straight line coupler curves （页面存档备份，存于）